# Agromyza valdorensis
Agromyza valdorensis este o specie de muște din genul Agromyza, familia Agromyzidae, descrisă de Spencer în anul 1969.
Este endemică în Québec. Conform Catalogue of Life specia Agromyza valdorensis nu are subspecii cunoscute.